# اچ‌ام‌اس ال۵۴
اچ‌ام‌اس ال۵۴ (به انگلیسی: HMS L54) یک زیردریایی بود که طول آن ۲۳۰ فوت ۶ اینچ (۷۰٫۲۶ متر) بود. این زیردریایی در سال ۱۹۱۹ ساخته شد.